# Душан Петричић
Душан Петричић (Београд, 10. мај 1946) српски је карикатуриста, графичар, илустратор и професор.

## Биографија
У класи професора Богдана Кршића, дипломирао је на Графичком одсеку Академије за примењене уметности у Београду, 1969. године.
Као карикатуриста радио је од 1969. до 1993. у београдским „Вечерњим новостима”.
Стални сарадник, политички карикатуриста карикатуре која се објављује на насловној страни „Политике” је од 2009.
Од 1993. до 2013. живео је у Торонту, Канада.

## Признања
- Добитник годишње Канадске награде у области дечје литературе 2014. године као илустратор, заједно са књижевницом Кејти Стинсон за књигу „Човек са виолином”.[2]
- Звање Витез од духа и хумора (Гашин сабор, 2018), додељују Центар за уметност стрипа Београд при Удружењу стрипских уметника Србије и Дечји културни центар Београд[3]

## Дела
- In the Tree House, written by Andrew Larsen, 2013
- Mr. Zinger's Hat, Cary Fagan, 2012
- My Toronto, Petričić, 2011
- When Apples Grew Noses And White Horses Flew, Jan Andrews, 2011
- Better Together, Simon Shapiro, 2011
- Jacob Two-Two on the High Seas, Cary Fagan, 2009
- Jacob Two-Two Meets the Hooded Fang, Mordecai Richler, 2009
- Jacob Two-Two's First Spy Case, Mordecai Richler, 2009
- Jacob Two-Two and the Dinosaur, Mordecai Richler, 2009
- Mattland, Hazel Hutchins and Gail Herbert, 2008
- The Queen's Feet, Sarah Ellis, 2008
- On Tumbledown Hill, Tim Wynne-Jones, 2008
- The Longitude Prize, Joan Dash, 2008
- My New Shirt, Cary Fagan, 2007
- Lickety-Split, Robert Heidbreder, 2007
- Alphabad: Mischievous ABCs, Shannon Stewart, 2007
- Bashful Bob and Doleful Dorinda, Маргарет Атвуд, 2006
- Bagels from Benny, Aubrey Davis, 2005
- Rude Ramsay and the Roaring Radishes, Margaret Atwood, 2004
- Ned Mouse breaks away, Tim Wynne-Jones, 2003
- Wings and Rockets: The Story of Women in Air and Space, Jeannine Atkins, 2003
- Grandmother Doll, Alice Bartels, 2001
- Earthlings Inside and Out: A Space Alien Studies the Human Body, Valerie Wyatt, 1999
- The Enormous Potato, Aubrey Davis, 1997
- La Grosse Patate, Aubrey Davis and Michel Bourque, 1997
- Bone Button Borscht, Aubrey Davis, 1996
- Let's Play: Traditional Games of Childhood, Camilla Gryski, 1996[4]
- Scary Science: The Truth Behind Vampires, Witches, UFO's Ghosts and More, Sylvia Funston, 1996
- The Color of Things, Vivienne Shalom, 1995
- Guliver med pritlikavci (Gulliver in Lilliput), from the 1726 classic by Jonathan Swift, 1987